# Seasons (singel Ayumi Hamasaki)
Seasons – szesnasty singel Ayumi Hamasaki, wydany 7 czerwca 2000 roku. Jest to trzeci singel piosenkarki, który osiągnął sprzedaż ponad miliona kopii (sprzedano 1 367 400 kopii), a także drugi najlepiej sprzedający się jej singel. Znalazł się na #1 miejscu w rankingu Oricon.
Piosenka Seasons została użyta jako piosenka przewodnia dramy Tenkiyohō no koibito, a także jako część ścieżki dźwiękowej z gry wideo Daigasso! Band Brothers. Była również użyta jako jedna ze ścieżek dźwiękowych dla musicalu produkcji AVEX pt. Kokoro no Kakera. Utwór "Seasons" również zdobył Japan Gold Disc Award w kategorii "Piosenka Roku" (ang. "Song of the Year").

## Lista utworów
| Nr  | Tytuł                                   | Muzyka  | Aranżacja    | Czas |
| --- | --------------------------------------- | ------- | ------------ | ---- |
| 1.  | "Seasons (Original Mix)"                | D・A・I | Naoto Suzuki | 4:21 |
| 2.  | "Seasons (Acoustic Orchestra Version)"  | D・A・I |              | 3:36 |
| 3.  | "TO BE (Acoustic Orchestra Version)"    | D･A･I   |              | 5:25 |
| 4.  | "Seasons (so happy so sad mix)"         | D・A・I |              | 6:58 |
| 5.  | "Seasons (Jonathan Peters' Radio Mix)"  | D・A・I |              | 3:55 |
| 6.  | "Seasons (Rays of Light mix)"           | D・A・I |              | 6:35 |
| 7.  | "Seasons (Neutralize:Final Attack Mix)" | D・A・I |              | 4:45 |
| 8.  | "Seasons (D-Z BLUE SUNBEAM MIX)"        | D・A・I |              | 6:19 |
| 9.  | "Seasons (Dub's Rain of duv Remix)"     | D・A・I |              | 4:35 |
| 10. | "Seasons (Original Mix -Instrumental-)" | D・A・I |              | 4:21 |
| 11. | "ever free (HΛL'S MIX 2000)"            | D・A・I | HΛL          | 4:18 |

## Wystąpienia na żywo
- 9 czerwca 2000 – Music Station – "Seasons"
- 10 czerwca 2000 – Countdown TV – "Seasons"
- 12 czerwca 2000 – Hey! Hey! Hey! – "Seasons"
- 16 czerwca 2000 – Music Station – "Seasons"
- 28 czerwca 2000 – Super Dream Live – "Seasons"
- 26 sierpnia 2000 – Love Love Aishiteru – "Seasons"
- 31 sierpnia 2000 – Avex Summer Paradise – "Seasons"
- 14 października 2000 – Pop Jam – "Seasons"
- 18 listopada 2000 – All Japan Request Awards – "Seasons"
- 2 grudnia 2000 – Digital Dream Live – "Seasons"
- 15 grudnia 2000 – Japan Cable Awards – "Seasons"
- 29 grudnia 2000 – Music Station – "Seasons"
- 31 grudnia 2000 – Kohaku – "Seasons"
- 31 grudnia 2000 – Japan Record Awards – "Seasons"
- 14 marca 2001 – Japan Gold Disc Awards – "Seasons"
- 27 września 2004 – Hey! Hey! Hey! – "Seasons"
- 3 grudnia 2008 – FNS – "Seasons"